# 331
Cette page concerne l'année 331  du calendrier julien. Pour l'année 331 av. J.-C., voir 331 av. J.-C. Pour le nombre 331, voir 331 (nombre).
L'année 331 est une année commune qui commence un vendredi.

## Événements
- Constantin Ier fait une promotion vigoureuse en faveur du christianisme. Il fait confisquer les biens d’un grand nombre de temples, après un inventaire, dans tout l’Empire[1].
- Loi réglementant le divorce prise par Constantin Ier ; des restrictions sont apportées au divorce sans consentement mutuel[2].

## Naissances en 331
- 6 novembre : Julien, futur empereur romain[1].
- Jovien, futur empereur romain.